# قلمشاة
قرية قلمشاة هي إحدى القرى التابعة لمركز أطسا في محافظة الفيوم في جمهورية مصر العربية. حسب إحصاءات سنة 2006، بلغ إجمالي السكان في قلمشاة 29093 نسمة، منهم 14957 رجل و14136 امرأة. من أعلامها المخرج السينمائي علي بدرخان ولاعب النادي الأهلي المصري السابق سيد عبد الحفيظ.